# Pareiorhaphis cerosus
Pareiorhaphis cerosus är en fiskart som först beskrevs av Miranda Ribeiro, 1951.  Pareiorhaphis cerosus ingår i släktet Pareiorhaphis och familjen Loricariidae. Inga underarter finns listade i Catalogue of Life.